# Arctostaphylos densiflora
Arctostaphylos densiflora är en ljungväxtart som beskrevs av Milo Samuel Baker. Arctostaphylos densiflora ingår i släktet mjölonsläktet, och familjen ljungväxter. Inga underarter finns listade i Catalogue of Life.